# Wei-Shau Hu

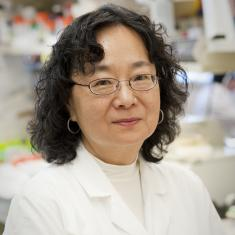
Wei-Shau Hu (2017)

Wei-Shau Hu ist eine US-amerikanische Genetikerin mit Schwerpunkt HIV-Forschung, retrovirale Rekombination und Virusaufbau. Sie ist leitende Forscherin am National Cancer Institute und Direktorin der Viral Recombination Section.

## Ausbildung
Wei-Shau Hu promovierte 1987 an der University of California in Davis (Kalifornien) zur Ph.D. in Genetik. Im Labor von James Shen untersuchte sie den Mechanismus der gestörten DNA-Rekombination, die zur humanen α-Thalassämie führt. Als Postdoc-Stipendiantin erforschte sie unter der Leitung von Howard Martin Temin an der University of Wisconsin-Madison die Rekombination bei Retroviren.

## Karriere und Forschungsschwerpunkte
1991 wurde Wei-Shau Hu Assistant Professor in der Abteilung für Mikrobiologie und Immunologie der West Virginia University und dem Mary Babb Randolph Cancer Center. 1998 erhielt sie eine Festanstellung als Associate Professor. 1999 wechselte sie als leitende Forscherin ans National Cancer Institute (NCI) und wurde Direktorin der Viral Recombination Section, die sich schwerpunktmäßig mit der Entwicklung von Resistenzen gegen HIV-wirksame Virustatika beschäftigt (HIV Drug Resistance Program). Hus Kombination von molekularbiologischen und biochemischen Innovationen mit den neuesten Mikroskopie-Techniken für die Analyse einzelner Viruspartikel führte zu neuen Strategien zur Eindämmung des HI-Virus.
Hu organisierte 2009 die Cold Spring Harbor Retroviruses conference.
Von 2012 bis 2016 war sie Frederick representative of Women Science Advisors des National Cancer Institutes, von 2010 bis 2016 Mitglied der AIDS Molecular and Cellular Biology Study Section der NIH extramural grant funding programs.
2012 erhielt sie einen von fünf Forschungsaufträgen der U.S.-Russia Joint Working Group on Biomedical Research Cooperation, mit denen die Forschungsarbeit des National Cancer Institute gewürdigt wurde. Hus Programm beschäftigte sich hier mit der Wirkung der HIV-1-Rekombination und Zell-zu-Zelltransmission auf die Impfstoffentwicklung und chemopräventive Strategien.
Zurzeit ist sie Mitglied des National Cancer Institute Promotion Review Panel und der NCI RNA Biology Initiative.

## Ehrungen
- 2021 Wahl zur Fellow der American Academy of Microbiology[4]
- 2021 Distinguished Research Career Award der Ohio State University[4]